# Elena Hassinger
Elena Hassinger (* 1982) ist eine deutsche Physikerin und Hochschullehrerin an der Technischen Universität Dresden. Sie forscht im Bereich der Quantenmaterialien und Tieftemperaturphysik unter anderem an unkonventionellen Supraleitern.

## Biografie
Hassinger schloss ihr Studium der Physik an der Universität Heidelberg 2007 mit dem Diplom ab. Anschließend promovierte sie bis 2010 an der Universität Joseph Fourier Grenoble I in der Arbeitsgruppe von Jacques Flouquet zum Thema „Physique de la matière condensée et du rayonnement“. Von 2010 bis 2014 schloss ein PostDoc-Aufenthalt an der Université de Sherbrooke in Kanada bei Louis Taillefer an.
2014 wurde sie Forschungsgruppenleiterin am Max-Planck-Institut für Chemische Physik fester Stoffe (MPI CPfS) in Dresden. Sie baute dort die Gruppe „Physics of Unconventional Metals and Superconductors“ (PUMAS) auf. Im Oktober 2022 wurde sie vom Institut zum Max-Planck-Fellow ernannt und führt die Gruppe am MPI als Teil ihrer Universitätsprofessur in Dresden weiter. Von 2016 bis 2022 hatte sie im Rahmen der Zusammenarbeit „MaxPlanck@TUM“ parallel dazu eine Tenure-Track-Professur für „Quantenmaterialien - experimentelle Festkörperphysik“ an der Technischen Universität München.
2022 wurde sie auf die Professur für Tieftemperaturphysik komplexer Elektronensysteme am Institut für Festkörper- und Materialphysik der TU Dresden berufen. Die Professur wurde im Rahmen des Exzellenzcluster ct.qmat (Komplexität und Topologie in Quantenmaterialien) eingerichtet, in dem Hassinger auch Principal Investigator ist. Sie ist seit 2023 als Teilprojektleiterin für das Thema „Transporteigenschaften itineranter frustrierter und topologischer Magnete“ am Sonderforschungsbereich SFB 1143 zu „Korrelierter Magnetismus: Von Frustration zu Topologie“ beteiligt.

## Forschungsschwerpunkte
Hassinger beschäftigt sich mit dem Verhalten unkonventioneller Metalle und Supraleiter bei extrem tiefen Temperaturen und in hohen Magnetfeldern. Als unkonventionell werden Supraleiter bezeichnet, bei denen die Kopplung der Cooper-Paare nicht durch Gitterschwingungen (Phononen), sondern durch andere Mechanismen entsteht. Bei den Versuchen wird die Materialprobe auf unter 0,35 Kelvin (−272,8 Grad Celsius) abgekühlt und einem sehr hohen Druck sowie einem ultrastarken Magnetfeld bis zu 18 Tesla ausgesetzt. Durch die Beobachtung der Materialien bei extremen Bedingungen sollen Zustände erkundet werden, die noch nicht durch die bekannten quantenmechanischen Berechnungen erklärt werden können. Hassinger war an der Erforschung des Druck-Phasen-Diagrams von mehreren unkonventionellen Supraleitern beteiligt. Sie hat sich außerdem mit Weyl-Halbmetallen beschäftigt und deren elektronische Struktur untersucht.
Sie entdeckte die zwei verschiedenen supraleitenden Phasen des unkonventionellen Supraleiter Cer-Rhodium-Arsen (CeRh2As2). Die meisten bekannten supraleitenden Materialien zeigen dagegen nur eine supraleitende Phase. Die zweite supraleitende Phase entsteht durch eine Asymmetrie der Kristallstruktur rund um das Cer-Atom. Das Material ist durch den Rashba- und Kondo-Effekt beeinflusst. Theoretisch werden dafür topologische Oberflächenzustände vorhergesagt. Sollten diese im Projekt Ixtreme im Labor nachgewiesen werden, wären sie ein Kandidat für topologische Quantenbits (Qbit). Durch eine größere Stabilität als die heute schon genutzten nicht-topologischen Qbits wären sie möglicherweise zum Aufbau großer Quantencomputer geeignet.

## Sonstiges
Für das im Rahmen des Studium Generale angebotene Seminar „The Big Bang Theory syndrome: Why should we care about stereotypes?“ erhielt Hassinger 2023 den Preis für diversitätssensible Lehre der TU Dresden. Das Seminar untersucht auf Basis wissenschaftlicher Literatur, welche Geschlechterstereotype es gibt und wie sie sich auf wissenschaftliche Laufbahnen, das Verhalten und die Rezeption auswirken. Zu diesem Themengebiet war Hassinger bereits 2019 an einer Veröffentlichung beteiligt.
Hassinger ist Mitglied in dem vom Exzellenzcluster ct.qmat initiierten Grete-Hermann-Netzwerk, einem internationalen Netzwerk von Forscherinnen auf dem Gebiet der Quantenphysik und der Physik der kondensierten Materie.

## Auszeichnungen
- 2023: ERC Consolidator Grant für das Forschungsvorhaben „Exotische Quantenzustände bei lokal gebrochener Inversionssymmetrie in extremen Bedingungen – Ixtreme“, mit einer Dotierung von 2,7 Mio. Euro[11]

## Publikationen (Auswahl)
- G. Knebel, E. Hassinger, G. Lapertot, P.G. Niklowitz, J.P. Sanchez, J. Flouquet: On the high-pressure phase diagram of YbRh2Si2. In: Physica B: Condensed Matter. Band 378-380, Mai 2006, S. 68–69, doi:10.1016/j.physb.2006.01.140.
- E. Hassinger, G. Knebel, K. Izawa, P. Lejay, B. Salce, J. Flouquet: Temperature-pressure phase diagram of URu2Si2 from resistivity measurements and ac calorimetry: Hidden order and Fermi-surface nesting. In: Physical Review B. Band 77, Nr. 11, 12. März 2008, ISSN 1098-0121, doi:10.1103/PhysRevB.77.115117.
- Frank Arnold et al.: Negative magnetoresistance without well-defined chirality in the Weyl semimetal TaP. In: Nature Communications. Band 7, Nr. 1, 17. Mai 2016, ISSN 2041-1723, doi:10.1038/ncomms11615.
- Elena Hassinger, Tobias Meng: Magnetic modification of electrical resistance. In: Science. Band 365, Nr. 6451, 26. Juli 2019, ISSN 0036-8075, S. 324–324, doi:10.1126/science.aay3059.
- Maja D. Bachmann et al.: Spatial control of heavy-fermion superconductivity in CeIrIn5. In: Science. Band 366, Nr. 6462, 11. Oktober 2019, ISSN 0036-8075, S. 221–226, doi:10.1126/science.aao6640.
- S. Khim et al.: Field-induced transition within the superconducting state of CeRh2As2. In: Science. Band 373, Nr. 6558, 27. August 2021, ISSN 0036-8075, S. 1012–1016, doi:10.1126/science.abe7518.